# ساپو
SAPO (به پرتغالی "وزغ" یا "قورباغه") ، Servidor de Apontadores Portugueses Online (سرور آنلاین پیوندهای پرتغالی) ، یک شرکت تجاری و تابعه از آلتیس پرتغال است. این یک ارائه دهنده خدمات و محتوای رسانه ای است که از سال 1995 به عنوان موتور جستجو کار خود را آغاز کرد. در حال حاضر ، موتور جستجوی آنها توسط Google طراحی شده است.